# Rauwackas (roca)

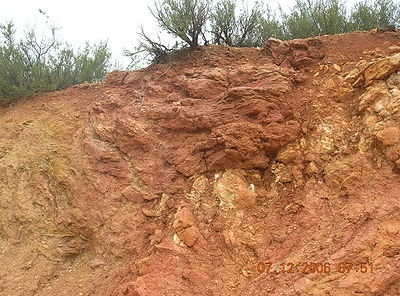
Formación de rauwackas sedimentarias, como calizas dolomíticas brechoides con matriz milonítica de color carne, típicas del acuífero basal del Sistema 24 "Campos de Montiel" ("carniolas" del Lías Inferior).

Las Rauhwackas o Rauwackas son, fundamentalmente, brechas de rocas carbonatadas (sedimentarias o metamórficas) que han sufrido un proceso de cataclasis intraformacional, relacionada con movimientos sinorogénicos o de inestabilidad de cuenca, en la generación de roca, pero donde lleva aparejada importantes fenómenos de disolución y milonitización, acompañado de fuertes procesos de diagénesis (rocas sedimentarias), incluso de metamorfismo retrógrado (en rocas metamórficas).

## Origen del término
Uno de los primeros autores que citan el término es Gustavo Steinmann, cuando se refiere a las calizas liásicas del Oeste de Tarma (Perú): "sobre las que se levantan un conjunto de arcillas coloreadas y verdes con bancos de dolomita gris compacta y dolomita cavernosa o Rauwacka"
Posteriormente, el término se ha sido utilizado en la jerga geológica (o ingenieril) como sinónimo de "roca cataclasita" sin diferenciar el origen genético de las formaciones; por lo que ha adquirido ser una noción más de carácter estructural, geofísico o geotécnico.
En efecto, últimamente, en distintas publicaciones del Instituto Geológico y Minero de España, se cita los términos de "rauhwacka o "rauwacka" en referencias a rocas de distintas tipologías, ya sean sedimentarias o metamórficas, fundamentalmente, como: "bandas miloníticas de yeso o brechas de falla (“rauwackas”) de composición evaporítico-carbonatada".;por lo que el término viene a incluir tanto las estructuras cataclasitas (granular) como las miloniticas  (foliadas).
No obstante, es con Willem KAMPSCHUUR (1972), cuando se considera que las facies sedimentarias con "slump" y con niveles de "mud" y "debris flows" intercalados puede tener mucha relación con las facies cataclásticas y/o milonitizadas que se encuentran en las rocas brechoides de cantos angulosos y heterométricos de dolomías en  matriz lutítico-carbonatada de colores rojizos, como "rauhwackas" monomícticas, que son las que se encuentran en algunas formaciones del Lías Inferior como calizas "carniolas". Que si bien no es exclusivo de rocas sedimentarias, sino tambien de rocas metamórficas, sugiere, definitivamente, el caracter fundamentalmente estructural del conjunto litológico
, independientente del tipo de roca o del origen de la formación; aunque tampoco significa ello una característica típica de "tectofacies", tal vez puede servir como criterio de correlación litoestratigráfica.
Por otra parte, se hace definitivamente la difenciación fundamental entre los términos "carniola" y "rauwacka": siendo aquella  un caso concreto o específico de ésta; en referencia a las rocas carbonatadas (carniolas)  que se engloban dentro del resto del conjunto de rauwacka.

## TIPOS DE RAUWACKAS
En definitiva, conforme a lo descrito sobre su origen terminológico, puede considerarse 2 tipos fundamentales:

## RAUWACKAS DE ROCAS SEDIMENTARIAS

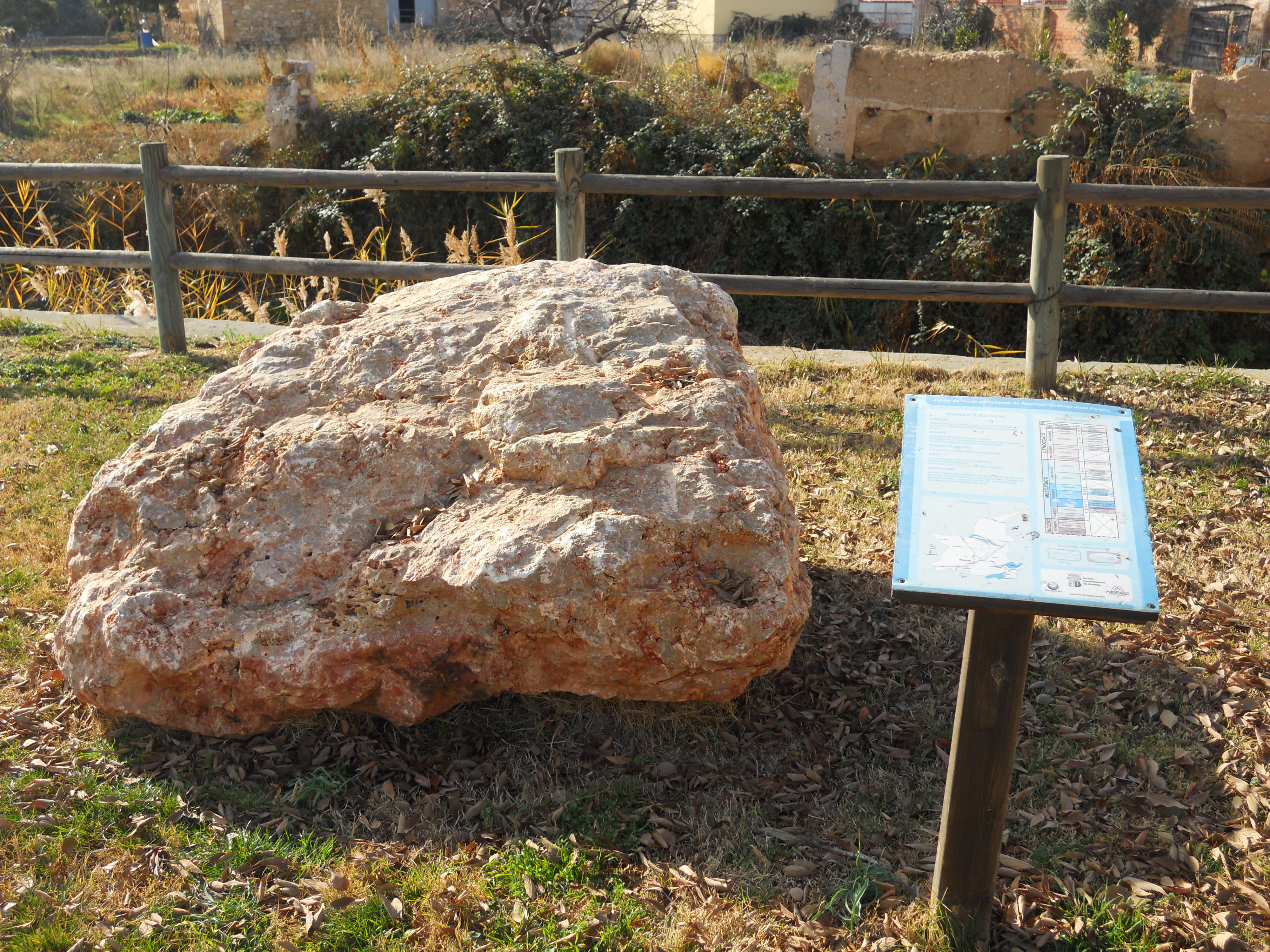
Muestra de carniolas del Jurásico de Alcorisa (Teruel, España).

Aquellas formaciones de tipo de roca sedimentaria carbonatada y evaporítica, cataclásticas intraformacionesles, debidos a procesos de disolución interna que suelen presentarse como carcomidas, con vacuolas y brechas. Su color es amarillo, pardo o rojizo herrumbroso. Forma masas poco estratificadas de aspecto ruiniforme. Su composición es habitualmente un 70% caliza (calcita), un 20 % dolomítica,  hidróxidos de hierro, y a veces también algo de composición yesífera. Su génesis se conoce también con el nombre de carniolización. En España se utiliza el nombre carniola para las dolomías brechoides de la base del Lías (Jurásico inferior).
Se diferencia de los travertinos por su diferente génesis y la angulosidad de los huecos que presenta. Su formación es debida a la precipitación de caliza y dolomía intercalada con yeso o anhidrita, que desaparecen más tarde por disolución, colapsando la roca dejando brechas de bordes más o menos angulosos. Ese proceso ocurre en el mismo proceso sin-sedimentario, en climas áridos y cálidos, a las orillas de lagunas o masas de agua salobres estancadas o de circulación muy restringida y la posterior disolución de sales y yesos durante la diagénesis.
Como ejemplo, tenemos  los extensos depósitos de brechas carbonatadas que dan lugar a los fuertes escarpes de la Sierra de Carrascoy, formados por rocas carbonatadas y yesos (rauwackas) de edad Ladiniense-Carniense.
También se debe diferenciar el término "rauwacka" del de "grauwacka", porque, además de la semejanza del nombre,  pueden aparecer juntas dentro del mismo contexto sedimentario de cuencas  "flysch" o sinorogénicas, y conforme a la teoría de Willem KAMPSCHUUR (1972); pero, mientras aquella acepción se refiere a una formación de brechas carbonatadas-evaporíticas intraformacionales por la posible remoción del sedimento somero compactado (p.ej.- terremotos en plataforma o lagoon), ésta última se refiere a las rocas detríticas arenosas poco compactadas con matriz y cemento poligénico derivado de ese mismo contexto "flysch", en talud continental inestable junto con estructuras slump y/o turbiditas.

## RAUWACKAS DE ROCAS METAMÓRFICAS
En milonitas o cataclastitas de rocas metamórficas, puede citarse ejemplos en mármoles junto a frentes de falla, en la Sierra de la Carrasquilla (Murcia) o en la Sierra de Enmedio, donde la formación de mármoles dolomíticos del Triásico incluye niveles de calcoesquistos, micaesquistos
y cuarcitas, que debido al contraste reológico respecto a los esquistos infrayacentes, se suele encontrar los mármoles despegados por fallas (intraformacionales) de bajo ángulo, junto con estiramientos de flancos (boudinage).  En las zonas de cuello dónde está más adelgazada estas formaciones por el efecto de las fallas internas suele formarse  texturas de falla, como milonitas y como cataclasitas cementadas amarillentas con una componente carbonatada y evaporítica importante (rauwackas).
Asimismo, la acepción textural de "rauwacka" también puede aplicarse a las formaciones cataclásticas de diques estratificados de rocas ígneas tipo "Sills".